# Mortogenesia
Mortogenesia is een geslacht van haften (Ephemeroptera) uit de familie Palingeniidae.

## Soorten
Het geslacht Mortogenesia omvat de volgende soorten:
- Mortogenesia mesopotamica